# Бой при Сан-Фернандо-де-Омоа
Бой при Сан-Фернандо-де-Омоа  (англ. Battle of San Fernando de Omoa) — непродолжительная осада и бой между британскими и испанскими войсками, произошедшие вскоре после вступления Испании в Войну за независимость США на американской стороне. 16 октября 1779 года, после попытки осады британцы штурмом взяли укрепление Сан-Фернандо-де-Омоа в генерал-капитании Гватемала (сейчас территория современного Гондураса).
Британским войскам удалось подавить и захватить испанский гарнизон, состоявший из 365 человек. Форт находился в руках британцев только до ноября 1779 года, когда гарнизон, поредевший из-за тропических болезней, при угрозе испанской контратаки был эвакуирован.

## Предыстория
Когда Испания вступила в войну в июне 1779, она, как и Великобритания, в течение некоторого времени уже планировала военные действия. Испанцы выбрали для атаки Северную Америку, где они быстро захватили британский форпост в Батон-Руже в сентябре 1779 года, прежде чем британцы смогли собрать достаточно сил для обороны. Британия стремилась получить контроль над испанскими колониями в Центральной Америке, и первой целью было Омоа, место, которое Матиас де Гальвес (исп. Matías de Gálvez), капитан-генерал Испанской Гватемалы, называл «ключ и стена королевства».
Однако испанцы нанесли первый удар, захватив британский форт в Сент-Джордж-Кей вблизи Белиза в сентябре. Предвидя британское нападение на близлежащий порт Санто-Томас-де-Кастилья, Гальвес также отвел его гарнизон в Омоа.

## Британские войска
Решение Гальвеса уйти в Омоа расстроило британские планы. Коммодор Джон Лутрелл (англ. John Luttrell), имея три корабля и 250 человек, намеревался напасть на Санто-Томас, но его силы была слишком малы для атаки испанской позиции в Омоа, поэтому он пошел за подкреплением. Когда он и капитан Уильям Далримпл (англ. William Dalrymple) во главе 500 человек прибыли под Омоа 25 сентября, они снова отступили после краткой артиллерийской перестрелки. Британцы вернулись в начале октября с силами свыше 1200 человек на 12 кораблях и транспортах.

## Ход боя

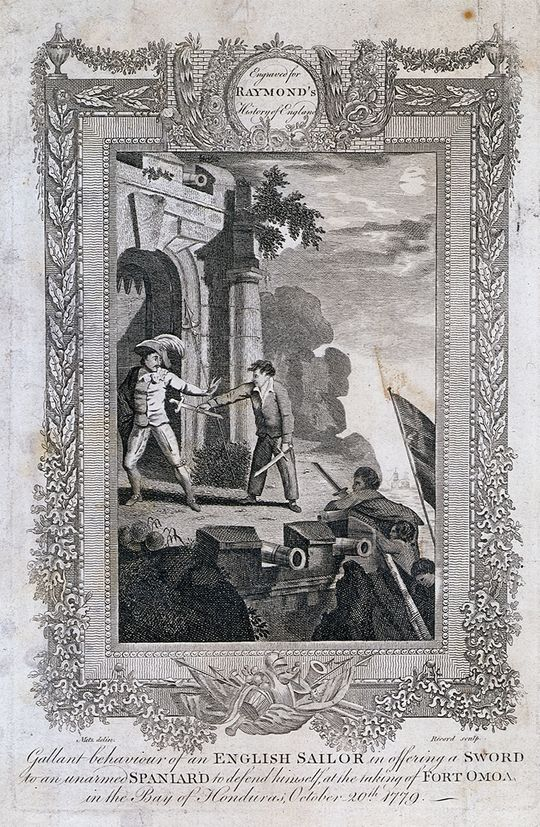
Легенда: Отважное поведение британского моряка, гравюра XVIII в

Британцы установили несколько батарей, которыми стали обстреливать крепость, при поддержке огня трех кораблей. Симон Дено́ (исп. Simón Desnaux), комендант форта, открыл ответный огонь, повредив фрегат HMS Lowestoffe, который сел на мель и позже был снят, но Дено был в значительном меньшинстве. От предложения о сдаче он отказался, надеясь, что Гальвес сможет направить ему дополнительные силы.
В ночь на 20 октября несколько британцев пробрались в форт и открыли ворота. После краткой перестрелки, Дено сдался. Атака была настолько эффективна, что не было убитых, и только двое раненых среди убегавших испанцев. Одно время у историков был популярен сюжет, где вооруженный до зубов английский моряк предложил безоружному испанцу клинок, чтобы было чем защитить себя. Позже его отнесли к легендам.
Среди британских трофеев, взятых в Омоа, были два испанских корабля, стоявших на якоре в гавани. На них был груз серебра на сумму более трех миллионов испанских талеров.

## Контратака
Гальвес сразу же начал планировать контратаку. 25 ноября его войска начали осаду форта, теперь находившегося под контролем Далримпла, с регулярными обстрелами из пушек. Гальвес, силы которого были меньше, чем у Далримпла, преувеличил их, разводя дополнительные костры вокруг форта. 29 ноября он сделал приступ, но трудности с артиллерией вынудили его отступить. Тем не менее Далримпл, силы которого значительно сократились из-за тропических болезней, без надежды на поддержку, в тот же день снял людей из форта и с помощью Королевского флота эвакуировался.

## Результаты
Британцы продолжали набеги на побережье Центральной Америки, но так и не добились свой цели: рассечь испанские колонии и выйти к Тихому океану. Испанцы тоже не преуспели в изгнании британских поселений из Центральной Америки: к концу войны большинство из них были отбиты.